# Trilophosaurus
Trilophosaurus (en griego "lagarto con tres crestas") es un género extinto de reptil diápsido arcosauromorfo que vivió durante el Triásico, estando relacionado con los arcosaurios.

## Descripción

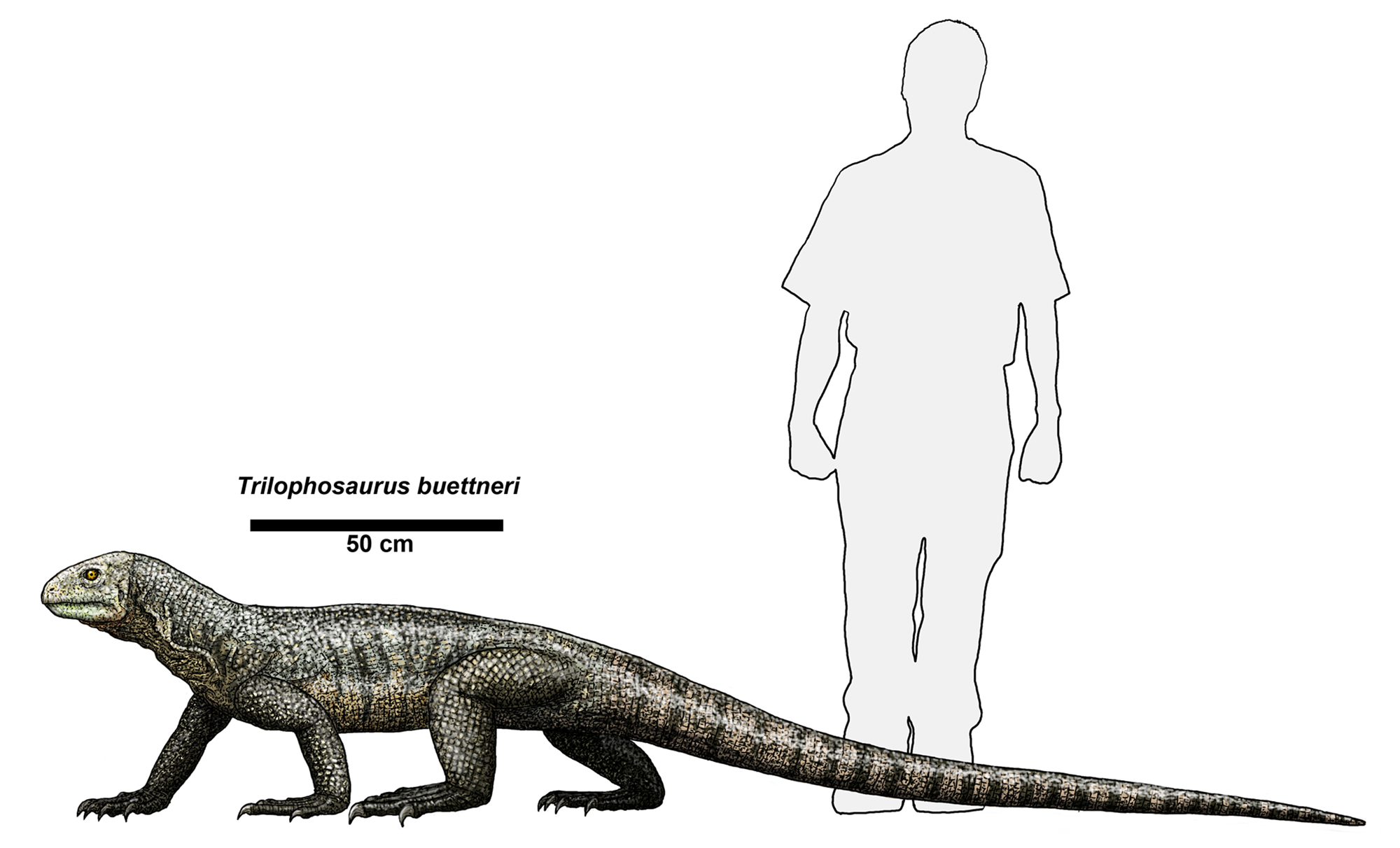
Comparación de tamaño entre Trilophosaurus buettneri y un humano.

Era un herbívoro de hasta 2,5 m de largo. Tenía un cráneo corto excepcionalmente robusto, equipado con enormes dientes posteriores anchos y aplanados, con superficies cortantes afiladas para cortar el material vegetal resistente. Los dientes están ausentes del premaxilar y el frente de la mandíbula inferior, que en vida estaban probablemente equipados con un pico córneo.
El cráneo del Trilophosaurus también es inusual, ya que carece de la menor apertura temporal, dándole la apariencia de un cráneo euriápsido. Debido a esto, los trilofosáuridos fueron clasificados en algún momento junto con los placodontes dentro del grupo Sauropterygia. Carroll (1988) sugirió que la abertura inferior se pudo haber perdido para fortalecer el cráneo.

## Paleoecología
Trilophosaurus se conoce de localidades del Triásico Superior de América del Norte y Europa.

## Galería

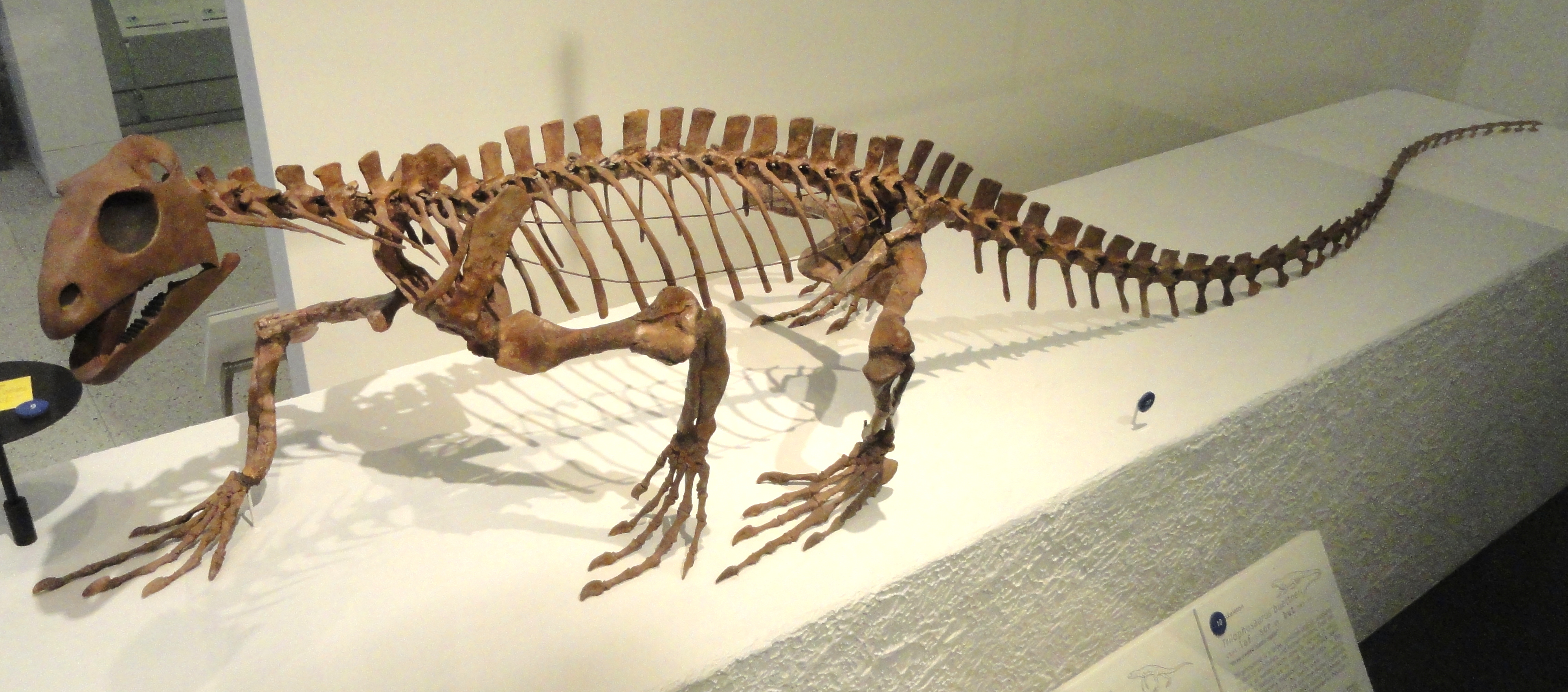
Esqueleto de T. buettneri, en el Museo Americano de Historia Natural.
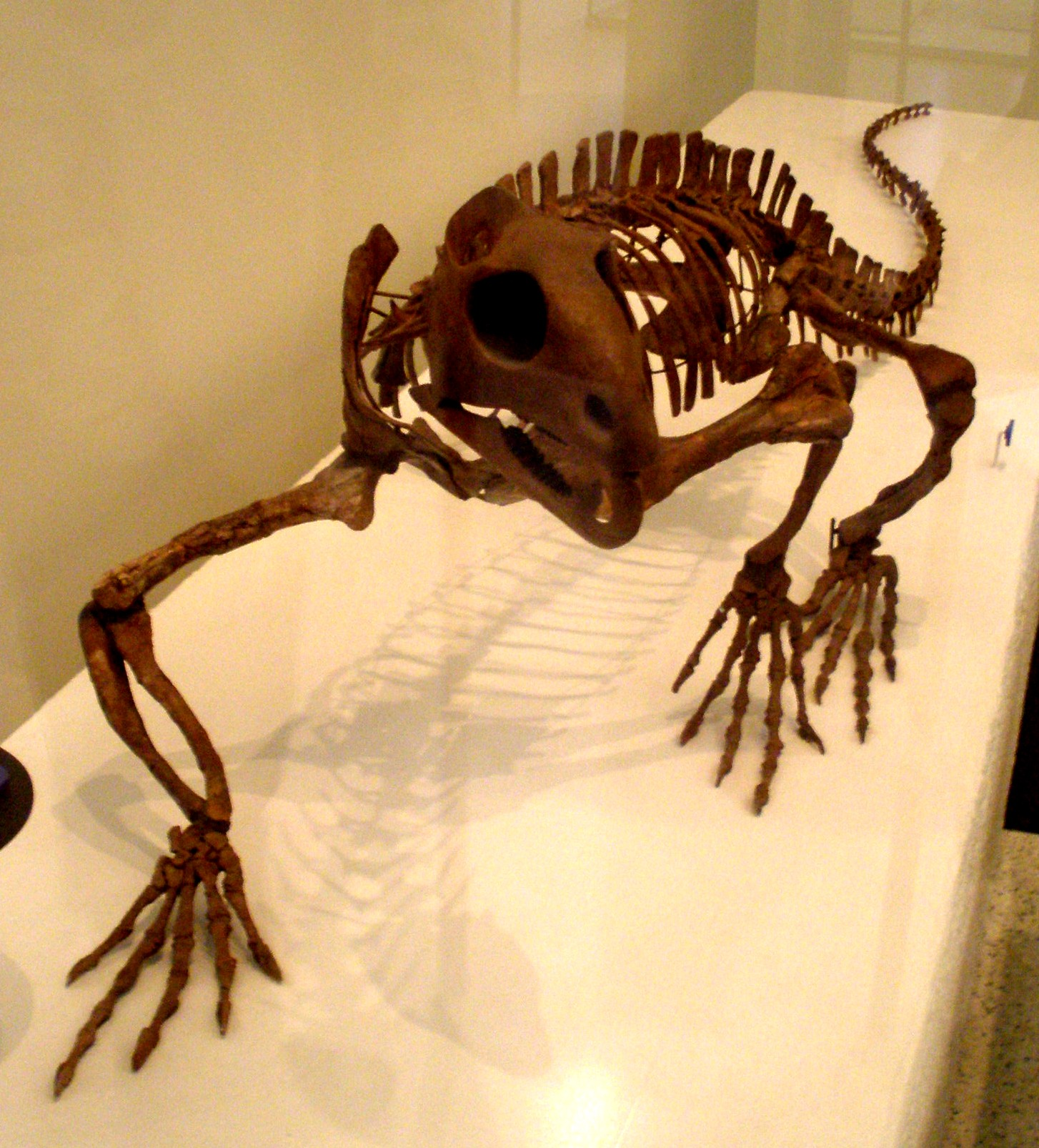
Esqueleto reconstruido